# Ivan Safronov (1956)
Ivan Ivanovič Safronov (16. ledna 1956 – 2. března 2007) byl ruský novinář a publicista, který se věnoval vojenským tématům v deníku Kommersant. Zemřel po pádu z 5. patra moskevského činžovního domu. Objevily se názory, že mohl být zabit za své kritické zpravodajství; prokuratura v Moskvě zahájila vyšetřování Safronovovy smrti. V září 2007 oficiálně prohlásila jeho smrt za sebevraždu.
Jeho syn Ivan Safronov, který také pracoval jako novinář, byl zatčen v červenci 2020 na základě obvinění z velezrady a o dva roky později odsouzen k 22 letům vězení.

## Život
Safronov v roce 1979 promoval se zaměřením na počítačové inženýrství na Vojenské akademii F. E. Dzeržinského. Sloužil jako vojenský inženýr u 15. velitelství u Ussurijska na ruském Dálném východě. V roce 1983 byl převelen do Titovova vesmírného střediska v Moskvě. Dne 2. října 1997 odešel z aktivní služby a byl převelen do armádní zálohy. V prosinci 1997 se stal vojenským publicistou v novinách Kommersant v Moskvě.
Safronov referoval např. o změnách ve vedení obrany a problémech ve vojenském výcviku nebo o selháních obranné techniky a vojenských testů, které armáda často nepřiznala a nehlásila.
V prosinci 2006 psal o třetím po sobě jdoucím selhání startu mezikontinentální balistické střely Bulava. Armáda selhání nepřiznala. Objevila se obvinění, že Safronov ve svých článcích zveřejnil utajované informace. Agenti FSB ho vyslýchali v roce 2006 kvůli článku o TsSKB-Progress se sídlem v Samaře, výrobci rakety Sojuz. Agenti chtěli vědět, kde publicista objevil citlivá data. Jakmile jim Safronov ukázal webovou stránku, kde získal fakta, FSB ve vyšetřování nepokračovala.
Safronov se vrátil do Moskvy koncem února 2007 z reportážní cesty do Abú Zabí ve Spojených arabských emirátech, kde informoval o každoročním setkání výrobců obrany IDEX 2007. Chtěl prověřit informace, které obdržel o možných nových dodávkách ruských zbraní na Blízký východ. Zajímal se o případný prodej stíhaček Su-30 Sýrii a raket S-300V Íránu. Měl informace, že tyto obchody budou uzavřeny prostřednictvím třetí strany, aby se Moskva vyhnula obvinění Západu z prodeje zbraní těmto státům.
Safronov před návratem zavolal do redakce Kommersantu z Abú Zabí, že získal potvrzení těchto informací. Dne 27. února se zúčastnil tiskové konference, kterou uspořádal ředitel Federální služby vojenské a technické spolupráce Michail Dmitrijev v ITAR-TASS. Tam kolegům řekl, že získal informace, že mezi Ruskem a Sýrií byly podepsány další smlouvy na prodej proudových letounů MiG-29 a raket Pancir-S1 a Iskander-E. Dodal, že o těchto obchodech nebude psát, protože byl varován, že by to vyvolalo mezinárodní skandál a FSB by ho obvinila z prozrazení státního tajemství. Kdo ho varoval, neřekl.

### Smrt
V den své smrti si Safronov vzal nemocenskou a šel na zdravotní kliniku, odkud odešel ve 14 hodin a vrátil se domů. Koupil pomeranče, které se našly rozházené na schodišti mezi čtvrtým a pátým patrem v domě, kde žil. Zemřel po pádu z okna v tomto mezipatře. Podle žalobců je nejpravděpodobnějším vysvětlením jeho smrti sebevražda.
K události došlo 2. března 2007 kolem 16:00. Dva vysokoškoláci žijící nedaleko viděli Safronova ležet na zemi a zavolali záchranáře. Safronov byl po pádu naživu, ale než dorazila pomoc, uplynulo nejméně půl hodiny.

### Rodina
Jeho syn, také jménem Ivan Safronov, rovněž pracoval na vojenském zpravodajství Kommersantu až do roku 2019, kdy nastoupil do deníku Vedomosti. V červenci 2020 byl zatčen na základě obvinění z velezrady. Dne 5. září 2022 byl Safranov jr. odsouzen k 22 letům vězení.